# Hökarängen (stacja metra)
Hökarängen – powierzchniowa stacja sztokholmskiego metra, leży w Sztokholmie, w Söderort, w dzielnicy Farsta, w części Hökarängen. Na zielonej linii metra T18, między Gubbängen a Farstą. Dziennie korzysta z niej około 4 900 osób.
Stacja znajduje się równolegle do Lingvägen, na południe od Örbylden. Posiada dwa wyjścia, północne zlokalizowane jest przy Örbyleden, a południowe między Lingvägen a Sirapsvägen. 
Otworzono ją 1 października 1950 (jako 11. stację w systemie) wraz z pierwszym odcinkiem metra Slussen–Hökarängen. Do 19 listopada 1958 była to stacja końcowa linii T18. Linię przedłużono następnie do Farsty. Posiada jeden peron.

## Sztuka
- Brązowe rzeźby, kompozycje na posadzce, kolorowe filary, Hanns Karlewski, 1995[3]

## Czas przejazdu
| Linia | Stacja        | Czas przejazdu | Stacja                                                   | Czas przejazdu                    |
| T18   | Alvik         | 33 min         | Skärmarbrink Gullmarsplan Slussen Gamla stan T-Centralen | 9 min 11 min 15 min 16 min 20 min |
| T18   | Farsta strand | 5 min          | Skärmarbrink Gullmarsplan Slussen Gamla stan T-Centralen | 9 min 11 min 15 min 16 min 20 min |

## Otoczenie
W najbliższym otoczeniu stacji znajdują się:
- Söderlendskyrkan
- Farsta Brandstation
- Hökarängsskolan
- Linggårdens skolhem
- Martin skolan
- Skönstaholms skola